# アリア・イッサ
アリア・イッサ（Alia Issa、2001年1月4日 - ）は、こん棒投の選手。2021年開催の東京パラリンピックで大会初となる女性の難民選手として出場した。

## 経歴
1996年に父がシリアからギリシャに移住して仕事で十分な資金を貯めた4年後に家族も移り住み、直後の2001年に誕生する。4歳の時に天然痘にかかって入院し、高熱の影響で脳に障がいが残る。これにより言葉を思うように話せなくなり、車いすでの生活も余儀なくされる。16歳の時に父ががんで他界し、2011年より内戦が続くシリアにも戻れないことから、ギリシャに留まるため家族が難民申請を行う。
2017年に障がいのある生徒たちが通う学校に入学すると、体育教師からアスリートとしての才能を見出され、スポーツクラブでトレーニングを開始する。当初はボッチャなどのスポーツを試したが、別のコーチからこん棒投を紹介され、そのダイナミックな競技内容に魅了される。
2019年9月には初の公式大会に参加したものの結果は振るわなかったが、コーチからの提案を受けこん棒を後ろ向きで投げるよう変更して臨んだ2020年のギリシャ全国選手権では記録を大きく伸ばし、東京パラリンピックの出場条件を満たす結果となる。
イッサの活躍はギリシャの指導者たちの注目を集め、2021年1月には国が障がい者の権利に関する新しい国家行動計画を議論するにあたり首相とビデオ会議で話す機会が設けられた。
東京パラリンピック直前の2021年5月にスイスのノットヴィルで行われたWorld Para Athletics Grand Prixでは自己記録を更新し、同年6月にポーランドのブィドゴシュチュで行われた2021年世界パラ陸上競技ヨーロッパ選手権では4位の成績を収める。
東京パラリンピックではアッバス・カリミとともに難民選手団の旗手を務め、競技結果は8位となった。